# 新台灣奇案
《新台灣奇案》（英語：New Taiwan Mystery），是2021年民視古裝單元劇，改編台灣鄉野傳奇故事，為《台灣奇案》的續作，2021年3月28日舉行開鏡記者會，9月12日於民視無線台首播，2022年5月1日改名為《台灣傳奇》。

## 單元列表
| 單元 | 單元名稱   | 播出日期                       | 播出集數       | 總集數 | 演員陣容 |
| 1    | 我有三個姓 | 2021年9月12日－2021年10月24日  | 第1集～第7集   | 7      | 角色介紹 黃新皓 - 胡李宋敖哀 林衣倩（金愛荃） - 陳秀賢 高玉珊 - 吳美雲 車冠德 - 張居萬 賴芊合 - 許阿梅 林乃華 - 黃蔡綢 伍怡君 - 觀 音 孟 飛 - 包哲生 李全忠 - 廖 然 梁碧蘭 - 阿 春 林淑妮 - 陳淑女 陳羽喬 - 劉美香 詹豐綦 - 濟 公 王威竣 - 莫 來 思達 - 達 馮 淯（張淯詞） - 芳 陳柏蓁（波波蓁） - 秦小馨 葉雨柔 - 秦美滿 陳清達 - 賴正直 吳世明 - 董大人 成 紅 - 小腳蓮 蔡瓜布 - 藝 妓 天 藝 - 藝 妓 洪珮諠 - 小龍女 張發財 - 村 長 |
| 2    | 思想起     | 2021年10月31日－2021年12月26日 | 第8集～第16集  | 9      | 角色介紹 黃香蓮 - 賴鳳妹 孟 飛 - 余 慈 林宜禾 - 賴秀娟 馮 淯（張淯詞） - 芳 邱梓謙 - 溫家和 李安倩 - 觀 音 陳亭妃 - 媽 祖 曾吉連 - 曾來壽 吳世明 - 杜 仲 林久登 - 空 八 思達 - 丘 達 詹豐綦 - 林煥文 林紫涵 - 林金蘭 廖紀璋 - 邦 拜 伍怡君 - 溫淑君 江金鴦 - 阿 嬤 林淑妮 - 大舅媽 曾雅莉 - 招 弟 如 花 - 秋 香 方 毅 - 千里眼 林建璋 - 張管家 黎 皇 - 煥文父 李修緣 - 縣太爺 吉 娜 - 冬 梅 林 旭 - 當舖老闆 江奕承 - 莊 家 秦 媗 - 阿 杏 呂俍慧 - 王 妃 章永華 - 縣太爺                                                                             |
| 3    | 無心新娘   | 2022年1月2日－2022年3月6日     | 第17集～第26集 | 10     | 角色介紹 葉雨柔 - 秦美滿、秦圓滿 波波蓁（陳柏蓁） - 秦小馨 車冠德 - 黃家寶 林衣倩（金愛荃）- 陳秀賢 陳亭妃 - 觀 音 孟 飛 - 包哲生 張金城 - 廟 公 龍冠武 - 錢尚好、殺 手 徐 亨 - 黃文龍 林久登 - 師公塗 梁碧蘭 - 媒 婆 李 倩 - 阿好姨 李全忠 - 秦友春（吳火大） 呂俍慧 - 吳美娘 翁國豪 - 阿 福 小豬哥 - 王 彩 王威竣 - 莫 來 林 旭 - 何清文 詹豐綦 - 陳 三 許辰安 - 林阿土 張立莆 - 阿 俊 張武松 - 村 長 林淑妮 - 村長夫人 李文揮 - 阿 財 林紫涵 - 阿 鳳 齊宇傑 - 阿 坤 方 毅 - 阿 成 尤瑞敏 - 美滿母 陳 星 - 秦大樹 江奕承 - 沈 蕭 張發財 - 黃家下人 |
| 4    | 北瓜宴     | 2022年3月13日－2022年4月24日   | 第27集～第33集 | 7      | 角色介紹 陳 星 - 劉文才、劉 全 葉雨柔 - 陳翠荷 許亞芬 - 薛 禮（轉輪王） 邱品誼 - 文判官 許辰安 - 武判官涂祐任 - 尉遲恭 蔡瑋庭 - 秦 瓊 江奕承 - 牛 頭 林 旭 - 馬 面 連明月 - 劉王寶珠 林秀芳 - 洪美貴 林久登 - 陳明坤 陳樺樺 - 賴金桃 洪又方 - 洪有桂 何恃東 - 步速鬼 蘇建明 - 膨風鬼 簡浚皓 - 空行鬼 邱賢桂 - 遁地鬼 龍冠武 - 城隍爺 詹豐綦 - 阿 茂 張武松 - 大 夫 齊宇傑-黑無常 方 毅 - 白無常 呂俍慧 - 孟 婆 樂誠 - 阿 溪 郭 羚 - 林李玉蘭 鄭清富 - 道 士 陳亭妃 - 觀世音菩薩 翁國豪 - 王天君 林紫涵 - 豔 紅                                             |

## 主題曲

### 片頭曲
| 順序 | 曲名       | 主唱   | 作詞   | 作曲   | 播出期間                      | 播出集數       |
| 1    | 千里夢相思 | 吳申梅 | 陳英吉 | 陳英吉 | 2021年9月12日－2021年12月5日  | 第1集～第13集  |
| 2    | 愛你無留名 | 陳衣宸 | 周韋   | 周韋   | 2021年12月12日－2022年4月24日 | 第14集～第33集 |

### 片尾曲
| 順序 | 曲名   | 主唱           | 作詞         | 作曲         | 播出期間                      | 播出集數       |
| 1    | 一線牽 | 楊哲、謝宜君   | 郭之儀       | 鄭喬安       | 2021年9月12日－2021年12月5日  | 第1集～第13集  |
| 2    | 尪仔某 | 龍千玉、劉信明 | 張燕清       | 張燕清       | 2021年12月12日－2022年4月10日 | 第14集～第31集 |
| 3    | 泯恩仇 | 太陽盛德導師   | 太陽盛德導師 | 太陽盛德導師 | 2022年4月17日－2022年4月24日  | 第32集～第33集 |

## 收視率
| 集數           | 首播日期       | 收視率 | 備註                                 |
| 1              | 2021年9月12日  | 1.46   | 第一單元【我有三個姓】最高一分鐘2.76 |
| 2              | 2021年9月19日  | 1.46   |                                      |
| 3              | 2021年9月26日  | 1.66   |                                      |
| 4              | 2021年10月3日  | 1.46   |                                      |
| 5              | 2021年10月10日 | 1.77   |                                      |
| 6              | 2021年10月17日 | 1.64   |                                      |
| 7              | 2021年10月24日 | 1.82   |                                      |
| 8              | 2021年10月31日 | 1.45   | 第二單元【思想起】                   |
| 9              | 2021年11月7日  | 1.14   |                                      |
| 10             | 2021年11月14日 | 1.32   |                                      |
| 11             | 2021年11月21日 | 1.24   |                                      |
| 12             | 2021年11月28日 | 1.27   |                                      |
| 13             | 2021年12月5日  | 0.94   |                                      |
| 14             | 2021年12月12日 | 0.93   |                                      |
| 15             | 2021年12月19日 | 1.02   |                                      |
| 16             | 2021年12月26日 | 0.88   |                                      |
| 17             | 2022年1月2日   | 0.80   | 第三單元【無心新娘】                 |
| 18             | 2022年1月9日   | 0.87   |                                      |
| 19             | 2022年1月16日  | 0.80   |                                      |
| 20             | 2022年1月23日  |        |                                      |
| 21             | 2022年1月30日  |        |                                      |
| 22             | 2022年2月6日   |        |                                      |
| 23             | 2022年2月13日  |        |                                      |
| 24             | 2022年2月20日  |        |                                      |
| 25             | 2022年2月27日  |        |                                      |
| 26             | 2022年3月6日   |        |                                      |
| 27             | 2022年3月13日  |        | 第四單元【北瓜宴】                   |
| 28             | 2022年3月20日  |        |                                      |
| 29             | 2022年3月27日  |        |                                      |
| 30             | 2022年4月3日   |        |                                      |
| 31             | 2022年4月10日  |        |                                      |
| 32             | 2022年4月17日  |        |                                      |
| 33             | 2022年4月24日  |        |                                      |
| 首播平均收視率 |                |        |                                      |

## 外部連結
- 台娛百科上的相关条目：新台灣奇案
- YouTube上的《新台灣奇案》播放列表——民視戲劇館 Formosa TV Dramas
- 新台灣奇案 （页面存档备份，存于）——中華電信 MOD 網站
- 新台灣奇案 （页面存档备份，存于）——四季線上4gTV
- 新台灣奇案 （页面存档备份，存于）——LINE TV
- 新台灣奇案 （页面存档备份，存于）——HamiVideo
- 新台灣奇案[]——friDay影音